# Hister concolor
Hister concolor är en skalbaggsart som beskrevs av Lewis 1884. Hister concolor ingår i släktet Hister och familjen stumpbaggar. Inga underarter finns listade i Catalogue of Life.